# Elvira Hettler
Elvira Hettler (* 20. September 1965 in Konstanz) ist eine deutsche Juristin und Richterin am Bundesfinanzhof.

## Leben
Elvira Hettler begann ihre berufliche Laufbahn nach Erlangung der allgemeinen Hochschulreife mit einer Ausbildung im gehobenen Dienst der Steuerverwaltung des Landes Baden-Württemberg, die sie im Oktober 1988 als Diplomfinanzwirtin abschloss. Danach studierte sie Rechtswissenschaft an der Universität Konstanz. 1992 legte sie das erste juristische Staatsexamen ab, 1995 das zweite. Anschließend arbeitete sie als wissenschaftliche Assistentin am Zentrum für Internationale Wirtschaft an der Universität Konstanz. 1998 promovierte sie mit dem Dissertationsthema „Das außergewöhnliche Rechtsbehelfsverfahren nach der Abgabenordnung“.
Bereits im April 1997 trat Frau Hettler wieder in die baden-württembergische Finanzverwaltung ein. Von Januar 2001 bis zum Januar 2005 erfolgte ihre Abordnung als wissenschaftliche Mitarbeiterin an den Bundesfinanzhof. Im Anschluss daran wurde sie 2005 zunächst als Richterin kraft Auftrags an das Hessische Finanzgericht abgeordnet, bevor sie dort im August 2006 zur Richterin am Finanzgericht ernannt wurde. 
Ab 2007 war Frau Hettler Frauenbeauftragte für den richterlichen Dienst am Hessischen Finanzgericht. 
Am 1. November 2010 wurde sie zur Richterin am Bundesfinanzhof ernannt. Das Präsidium des Bundesfinanzhofes wies sie zunächst dem IV. Senat zu, der mit der Besteuerung von Einkünften aus Land- und Forstwirtschaft sowie von Personengesellschaften befasst ist. Seit Anfang September 2011 gehört sie dem für Lohnsteuer zuständigen VI. Senat an.